# MON2
MON2‏ (MON2 homolog, regulator of endosome-to-Golgi trafficking) هوَ بروتين يُشَفر بواسطة جين MON2 في الإنسان.